# Болцано
 Тази статия е за град Болцано.  За чешкия математик вижте Бернард Болцано.  За други значения вижте Болцано (пояснение).
Болца̀но (на италиански: Bolzano; на немски: Bozen, Боцен; на ладински: Balsan, Балсан или Bulsan, Булсан) е град в Северна Италия.

## География
Градът е главен административен център на провинция Южен Тирол в регион Трентино-Южен Тирол. Населението му е 103 220 жители (към 30 януари 2010 г.). Разположен е в долината на реките Изарко (на немски: Айзак), Адидже (на немски: Еч) и Талвера (на немски: Талфер) в Алпите.

## История
Първите сведения за града като населено място датират от 679 г., когато тук се заселват баварски племена.

## Икономика
Болцано е планински курортен град в подножието на Алпите. ЖП възел има летище.

## Спорт
В Болцано има два футболни отбора. Техните имена са ФК Сюдтирол-Алто Адидже и ФК Болцано 1996.

## Личности
Родени
- Отавия Пиколо (р. 1949), италианска киноактриса

## Побратимени градове
- Шопрон, Унгария